# سیلواتگاما
سیلواتگاما (به لاتین: Silwatgama) یک منطقهٔ مسکونی در سری‌لانکا است که در استان جنوبی (سری‌لانکا) واقع شده‌است.